# Unleashed '98 UK Tour
Fue la primera y única gira de Dannii Minogue hasta la fecha. Con el apoyo de su tercer álbum de estudio "Girl", que consiste en 23 fechas. La canción contaba con canciones de sus primeros álbumes (Love and Kisses, Get Into You y Girl) y Éxitos como 'Love and Kisses', 'This Is it' y 'Jump to the Beat' y los sencillos de Girl; incluyendo uno de los sencillos más exitosos de Minogue All I Wanna Do.

## Lista de canciones
1. This Is it
2. Love and Kisses
3. Show You the Way to Go
4. So In Love with Yourself
5. Coconut (versión tribales)
6. It's Amazing
7. Everything I Wanted
8. Heaven Can Wait (acoustic version)
9. Baby Love
10. Disco Medley - Heart of Glass/You Make Me Feel (Mighty Real)/Rhythm of the Night
11. Don't Wanna Leave You Now (Canción inédita)
12. Jump to the Beat
13. Disremembrance
14. All I Wanna Do